# T. Rex (альбом)
A Beard of Stars — п'ятий студійний альбом англійської групи T. Rex, який був випущений 18 грудня 1970 року.

## Композиції
1. The Children of Rarn - 0:53
2. Jewel - 2:46
3. The Visit - 1:55
4. Childe - 1:41
5. The Time of Love is Now - 2:42
6. Diamond Meadows - 1:58
7. Root of Star - 2:31
8. Beltane Walk - 2:38
9. Is It Love? - 2:34
10. One Inch Rock - 2:28
11. Summer Deep - 1:43
12. Seagull Woman - 2:18
13. Suneye - 2:06
14. The Wizard - 8:50
15. The Children of Rarn - 0:36

## Склад
- Марк Болан - вокал, гітара, бас, орган
- Міккі Фінн - бас, барабани, вокал
- Тоні Вісконті - фортепіано
- Говард Кейлан - бек-вокал
- Марк Волмен - бек-вокал